# Dromococcyx phasianellus
Il cuculo fagiano o cuculo corridore fagiano (Dromococcyx phasianellus Spix, 1824) è un uccello della famiglia Cuculidae.

## Distribuzione e habitat
Questo uccello vive in Centro e Sud America, dal Messico all'Argentina; non è presente in Cile e Uruguay.

## Tassonomia
Dromococcyx phasianellus non ha sottospecie, è monotipico.